# Terrängbil m/42 KP
Terrängbil m/42 KP, militärförkortning: tgb m/42 KP eller KP-bil, var bepansrade varianter av terrängbil m/42 (KP = Karosseri Pansar) avsedda som pansarskyttefordon. De tillverkades under andra världskriget och uppgraderades fortlöpande tills den sista slutligen togs ur tjänst 2004. KP-bilen kunde även användas för sjuktransport av sårade soldater på bår, vilket bland annat utnyttjades i Kongo där den fick sitt elddop under FN-flagg. 

## Historik
Med stridsvagnarnas ökade rörlighet under slutet av 1930-talet hade infanterisoldaterna fått svårt att hålla jämna steg, likaså hade artilleriets inverkan på slagfältet uppmärksammats varför splitterskydd stod högt på kravlistan. Eftersom det rådde brinnande krig fanns inga möjligheter att anförskaffa fordon genom köp utomlands, varför KAFT 1941 uppdrog åt AB Landsverk att rita ett fordon baserat på kronans vanliga lastbilar.
Pansarkarosserna levererades från Landsverk, Bröderna Hedlund och KMV till Volvo (100 exemplar) för montering på chassi Volvo TLV 141/ och Scania-Vabis (300 exemplar) för montering på chassi Scania-Vabis F10. Av leveranserna till Scania-Vabis godkändes endast 262 för leverans på grund av att svetsfogarna till en början sprack. Detta avhjälptes slutligen med en kombination av mjukhärdning av plåtarna i ugnar stora nog att rymma en hel kaross så spänningarna kunde värmas bort.
De första KP-bilarna levererades till Göta livgarde (P 1) mot slutet av 1944, SKP (Scania Karosseri Pansar) anlände 9 november och VKP (Volvo Karosseri Pansar) fem dagar senare, 14 november. Dessa skapelser blev snabbt kända bland soldaterna som "likkistan" på grund av dess utpräglade form.
År 1960 skickades elva SKP till FN-bataljonen i Kongo, där de deltog i striderna i och kring Elisabethville. Deras användbarhet gjorde att FN köpte in ytterligare 15 fordon som tilldelades de irländska och indiska bataljonerna. 1970 utgick VKP som överskott medan SKP som prövats i FN-tjänst behölls. SKP användes även av FN-styrkan i Cypern fram till maj 1978, där lokalbefolkningen respektfullt omnämnde dem som "De vita elefanterna" (White elephants). Dessutom hade svenska polisen tillgång till minst 64 KP-bilar som kuppförsvar i perioden 1968–1981.
I början av 1970-talet överfördes de sista fordonen till Gotlands regemente (P 18), där regementschefen överste Lars-Erik Wahlgren med små medel fick dem uppgraderade till sin slutliga form. Elva av dessa tgbil m/42 E SKPF placerades på Livgardets dragoner (K 1) i Stockholm som förstärkning av kuppförsvaret där.

## Utländska användare
FN (Irland och Indien) försågs med 15 KP-bilar. Estland, Lettland och Litauen försågs med vardera 10 KP-bilar i samband med deras självständighet när Sovjetunionen kollapsade.

## Utförande
Förare och fordonschef var placerade i hytten, medan flaket hade bänkar för 16 man som satt med ryggen mot varandra. Transportutrymmet hade pansarskydd bakåt och på sidorna men saknade tak för att soldaterna skulle kunna skjuta från flaket. Det fanns en lucka baktill på flaket, men den vanliga vägen för att ta sig in och ut var över sidan.
Beroende på chassi-tillverkare fick KP-bilen tilläggsbeteckningen VKP (Volvo Karosseri Pansar) eller SKP (Scania Karosseri Pansar). Utseendemässigt var den största skillnaden att Scanias version var försedd med ett nockspel på vänster sida som gjorde att den gick att bärga både framåt och bakåt, medan VKP hade en fast vinsch på höger sida som endast medgav bärgning framåt.
År 1956 försågs bilarna med beväpning i form av luftvärnskulspruta m/36 och bytte för en tid tillägg till SKPF respektive VKPF (där F står för Fordonsluftvärn) för att skilja dem från ännu inte uppgraderade fordon. Erfarenheterna under FN-insatsen i Kongo åren 1960–1964 ledde till att plåtar till skydd för kulspruteskytten monterades. År 1971 utrustades de kvarvarande SKP bland annat med nya bromsar och överfördes till Gotland. Man prövade samtidigt en version av hydrauliskt styrservo som inte höll mekaniskt och inte infördes.
I början av 1980-talet genomgick de en sista uppgradering där de byggdes om och försågs med pansartak, förbättrat splitterskydd, kortare bakparti med en dörr för avsittning och ilastning samt ny belysning och reflexer för att uppfylla trafiklagstiftningen. Antalet transporterade soldater minskades till sju. För att förbättra terrängframkomligheten ändrades den bakre axelns tvillingmontage till singelmontage och de nya fälgarnas mått valdes så att man fick samma spårvidd fram som bak med bredare däck. Beväpningen byttes till två Ksp 58 och kompletterades med rökkastare. Pansarskyddet minskades i fronten där den yttre skyddsplåten som täckt nosen togs bort för att minska belastningen på framaxeln och göra fordonet mer lättstyrt.

## Galleri

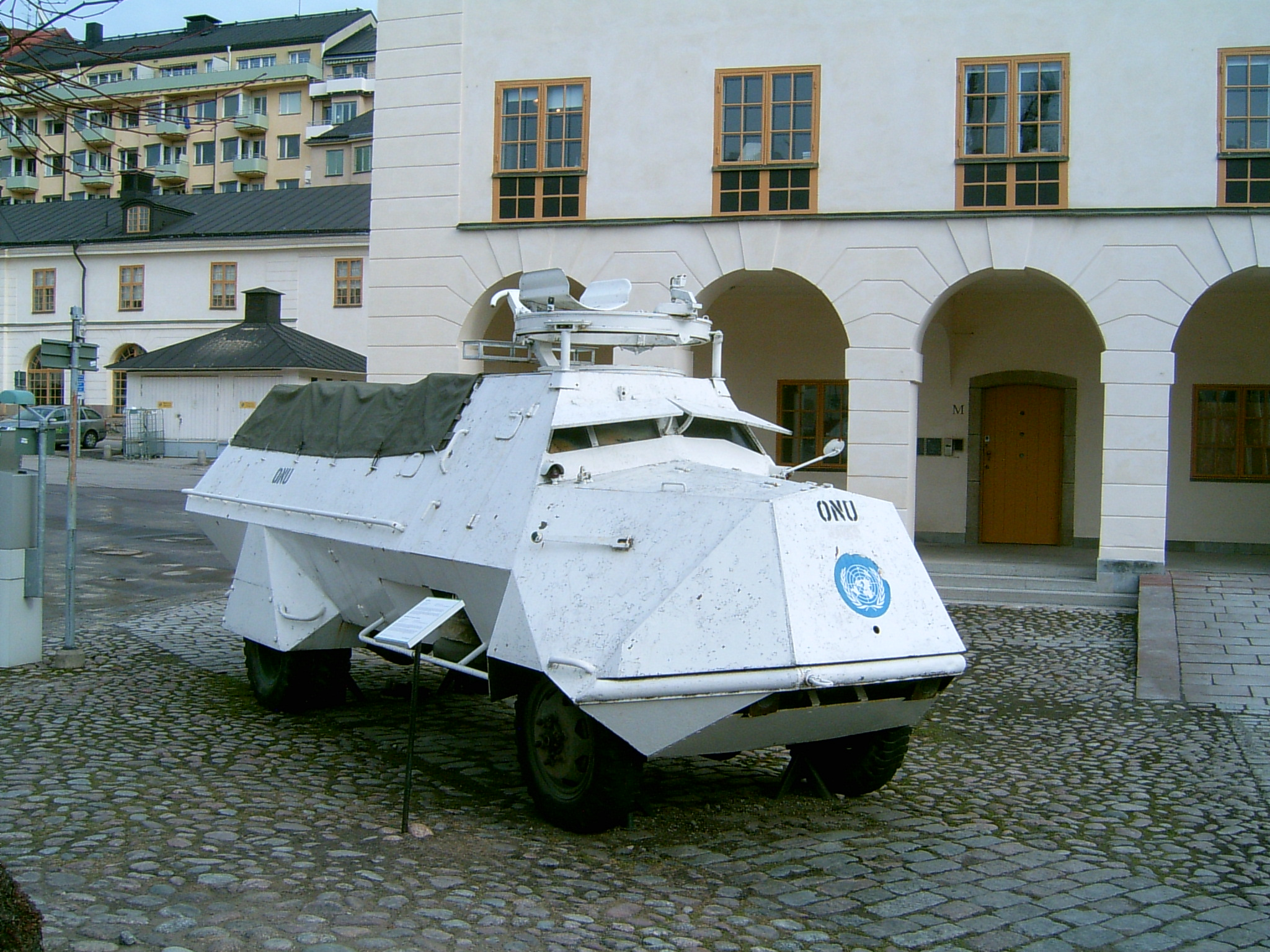
KP-bil vid Armémuseum i Stockholm. Terrängbil m42 VKP. Just detta exemplar har aldrig varit i Kongo utan vitmålades inför ett av Kongoveteranernas jubileum.
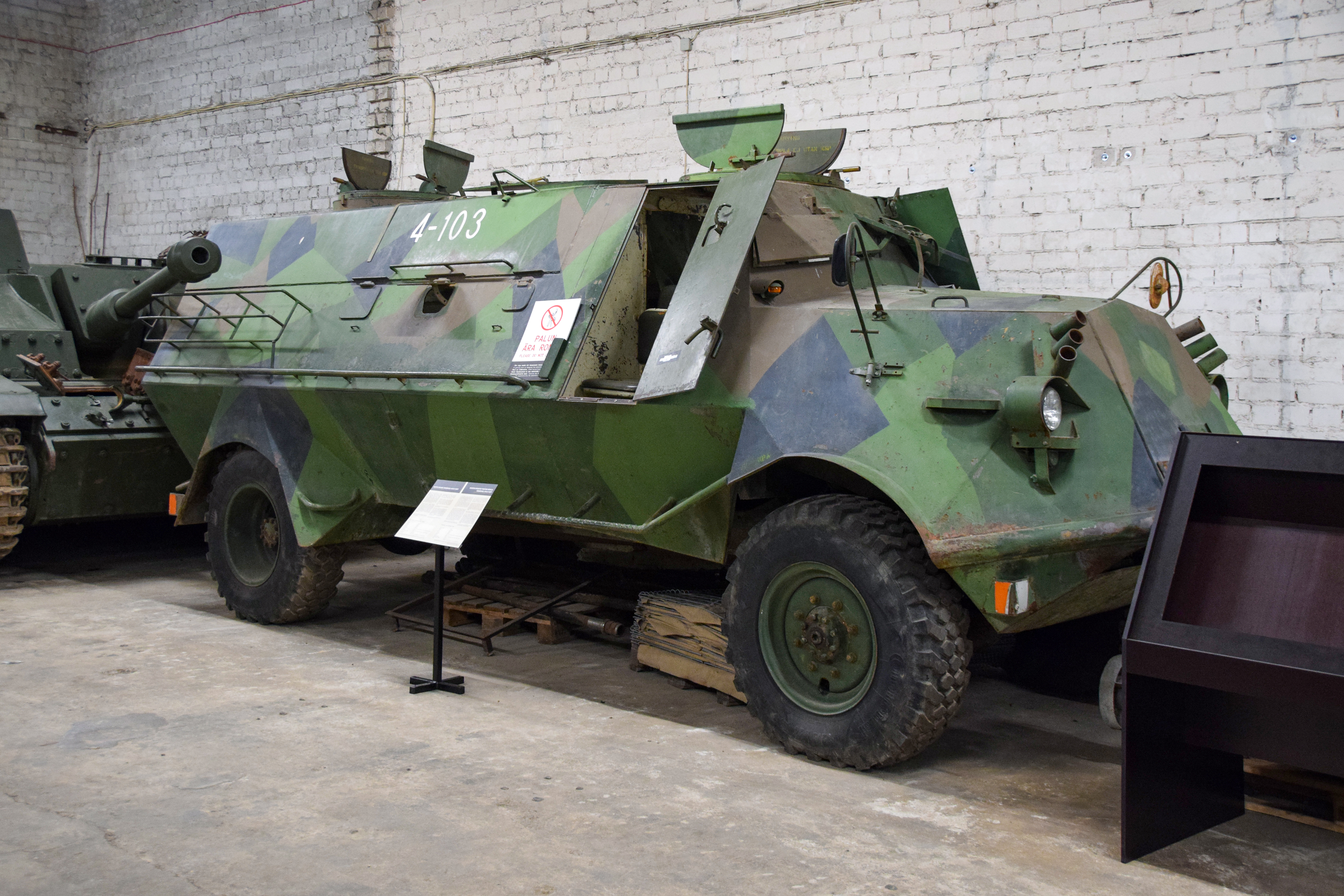
Estnisk terrängbil m/42 KP